# ان‌جی‌سی ۶۶۳۸
ان‌جی‌سی ۶۶۳۸ (انگلیسی: NGC 6638) نام یک کهکشان است.